# Alcudia de Veo
Alcudia de Veo là một đô thị trong tỉnh Castellón, Cộng đồng Valencia, Tây Ban Nha. Đô thị Alcudia de Veo có diện tích 30,7 km², dân số theo điều tra năm 2010 của Viện thống kê quốc gia Tây Ban Nha là 225 người. Đô thị Alcudia de Veo nằm ở khu vực có độ cao 465 mét trên mực nước biển.